# Extensible Provisioning Protocol
| Anwendung  | EPP             | EPP             | EPP             | EPP             | EPP             |
| Transport  | TCP             | TCP             | TCP             | TCP             | TCP             |
| Internet   | IP (IPv4, IPv6) | IP (IPv4, IPv6) | IP (IPv4, IPv6) | IP (IPv4, IPv6) | IP (IPv4, IPv6) |
| Netzzugang | Ethernet        | Token Bus       | Token Ring      | FDDI            | …               |

Das Extensible Provisioning Protocol (EPP) ist ein flexibles Netzwerkprotokoll zum Anlegen von Objekten in den Registrierungsdatenbanken der Network Information Centers (NICs) das z. B. für die Domain-Registrierung und den Domain-Transfer verwendet wird.

## Geschichte
Das Protokoll ist das Resultat der Provisioning Registry (provreg) Arbeitsgruppe der IETF und wurde im Jahr 2004 fertiggestellt. Die Motivation für die Schaffung von EPP war der Bedarf eines robusten und flexiblen Protokolls für Transaktionen zwischen den NICs und den DNS-Registraren. Solche Transaktionen finden immer dann statt, wenn ein Domain-Namenseintrag neu registriert, verlängert, geändert oder gelöscht wird. Vor EPP hatten die Registrierungsdatenbanken keine einheitlichen Schnittstellen.

## Protokolleigenschaften
EPP basiert auf XML und ist prinzipiell für beliebige Bestellsysteme geeignet. Als unterliegende Transportschicht wird TCP oder SCTP verwendet oder ein Mapping auf höhere Protokolle durchgeführt, wie SMTP oder BEEP. 

## RFCs zu EPP
Im Folgenden sind aktuelle RFCs zu EPP aufgeführt:
- RFC: <a href='https://datatracker.ietf.org/doc/html/rfc3735' class='extiw' title='rfc:3735'>3735</a> – Guidelines on extending EPP. März 2004 (englisch).
- RFC: <a href='https://datatracker.ietf.org/doc/html/rfc5730' class='extiw' title='rfc:5730'>5730</a> – Extensible Provisioning Protocol (EPP). August 2009 (löst <a href='https://datatracker.ietf.org/doc/html/rfc4930' class='extiw' title='rfc:4930'>RFC 4930</a> ab, englisch).
- RFC: <a href='https://datatracker.ietf.org/doc/html/rfc5731' class='extiw' title='rfc:5731'>5731</a> – EPP Domain Name Mapping. August 2009 (löst <a href='https://datatracker.ietf.org/doc/html/rfc4931' class='extiw' title='rfc:4931'>RFC 4931</a> ab, englisch).
- RFC: <a href='https://datatracker.ietf.org/doc/html/rfc5732' class='extiw' title='rfc:5732'>5732</a> – EPP Host Mapping. August 2009 (löst <a href='https://datatracker.ietf.org/doc/html/rfc4932' class='extiw' title='rfc:4932'>RFC 4932</a> ab, englisch).
- RFC: <a href='https://datatracker.ietf.org/doc/html/rfc5733' class='extiw' title='rfc:5733'>5733</a> – EPP Contact Mapping. August 2009 (löst <a href='https://datatracker.ietf.org/doc/html/rfc4933' class='extiw' title='rfc:4933'>RFC 4933</a> ab, englisch).
- RFC: <a href='https://datatracker.ietf.org/doc/html/rfc5734' class='extiw' title='rfc:5734'>5734</a> – EPP Transport over TCP. August 2009 (löst <a href='https://datatracker.ietf.org/doc/html/rfc4934' class='extiw' title='rfc:4934'>RFC 4934</a> ab, englisch).
- RFC: <a href='https://datatracker.ietf.org/doc/html/rfc5910' class='extiw' title='rfc:5910'>5910</a> – EPP DNS Security Extension Mapping. Mai 2010 (löst <a href='https://datatracker.ietf.org/doc/html/rfc4310' class='extiw' title='rfc:4310'>RFC 4310</a> ab, englisch).